# Fulen
Fulen är en bergstopp i Schweiz.   Den ligger i distriktet Bezirk Schwyz och kantonen Schwyz, i den centrala delen av landet, 100 km öster om huvudstaden Bern. Toppen på Fulen är 2 491 meter över havet, eller 550 meter över den omgivande terrängen. Bredden vid basen är 8,0 km.
Terrängen runt Fulen är huvudsakligen bergig, men den allra närmaste omgivningen är kuperad. Närmaste större samhälle är Schwyz, 12,3 km norr om Fulen. 
I omgivningarna runt Fulen växer i huvudsak blandskog. Runt Fulen är det glesbefolkat, med 9 invånare per kvadratkilometer.